# 哈塔
哈塔（Hatta），是印度中央邦Damoh县的一个城镇。总人口28508（2001年）。

## 人口
该地2001年总人口28508人，其中男性15118人，女性13390人；0—6岁人口4298人，其中男2269人，女2029人；识字率69.26%，其中男性为77.00%，女性为60.52%。